# Alchemilla anceps
Alchemilla anceps es una especie de planta del género Alchemilla, perteneciente a la familia Rosaceae.

## Taxonomía
Alchemilla anceps fue descrita por Plocek en 1978.

## Distribución
Se encuentra en el territorio de los Montes Tatras.